# Premee Mohamed
Premee Mohamed, född 1981, är en indo-karibisk forskare och författare baserad i Edmonton i Alberta. Hon arbetar som redaktör och med sociala medier för Escape Pod.
Mohamed avlade grundexamen i molekylär genetik 2002 och har även en examen i miljövetenskap.

## Verk
Mohamed skrev först för byrålådan. Beneath the Rising var hennes tionde eller elfte roman, och skrevs mellan 2000 och 2002, men hon skickade in den till förlag först 2016, efter att ha skrivit en novell som antogs för en antologi 2015. Sedan dess har Mohameds noveller dykt upp i många tidskrifter och antologier. Hennes novell "Willing" nominerades 2017 till Pushcart-priset.

### Romaner
Beneath the Rising-trilogin:
- Beneath the Rising (2020) – nominerad till Crawfordpriset, Aurorapriset, British Fantasy Award och Locuspriset[10]
- A Broken Darkness (2021)
- The Void Ascendant (2022)[12]

### Kortromaner
- These Lifeliess Things (2021)
- And What Can We Offfer You Tonigth (2021), belönades med av Nebula Award, nominerad till World Fantasy Award[13]
- The Annual Migration of Clouds (2021)